# Фармер, Дарси Линн
Да́рси Линн Фа́рмер (англ. Darci Lynne Farmer; 12 октября 2004, Оклахома-Сити, Оклахома, США) — американская певица и чревовещательница. Лауреат и номинант национальных и региональных премий и наград, среди которых — победа в национальном конкурсе «В Америке есть таланты» (двенадцатый сезон). Статьи о девочке, интервью с ней и сообщения о её достижениях поместили крупные средства массовой информации США и европейских стран: «The Sun», «The New York Times», «The Washington Times», «Billboard», «People», «USA Today», «E!», «Российская газета».

## Биография
Родилась в городе Оклахома-Сити (штат Оклахома). Родители рано заметили любовь девочки к пению, и уже в возрасте шести лет она участвовала в детском конкурсе талантов.
Своё увлечение чревовещанием сама девочка объяснила желанием избавиться от болезненной застенчивости, которая её беспокоила. Впервые увидев чревовещателя в местной церкви, она захотела попробовать заниматься этим сама. По просьбе дочери родители подарили ей на 10-й день рождения марионетку. Всего через месяц Фармер выступила на городском конкурсе «В Эдмонте есть таланты» и выиграла главный приз в размере 300 долларов. После этого она приняла участие в национальном конкурсе «Little Big Shots», проводимом телекомпанией NBC. «Чревовещание, кажется, помогло мне найти свой голос. Оно действительно позволило мне выйти из своей скорлупы», — говорит девочка.
К моменту увлечения чревовещанием занималась гимнастикой, что отнимало у неё 20 часов в неделю. Мать девочки, Мисти Фармер, была обеспокоена, сможет ли она совмещать чревовещание с успешными занятиями в школе и гимнастикой, поэтому первоначально выступила против нового увлечения дочери. В настоящее время Дарси Линн отказалась от занятий гимнастикой, но берёт уроки танцев и игры на гитаре. Она также участвует в спектаклях музыкального театра родного города.
С 2014 года девочка берёт уроки чревовещания у Гарри Оуэна, а в 2016 году брала уроки вокала у Тианы Племонс. Несколько уроков чревовещания девочка получила у Лариссы Бонквисти, родители которой были чревовещателями. Фармер подружилась с 18-летней мисс Луизиана, когда они обе участвовали в конкурсе «Cinderella Scholarship Pageant». «Она дала мне советы о том, как использовать определённые слова и делать, чтобы при этом рот не двигался», — говорит Фармер. Кумир девочки — американский иллюзионист Терри Фейтор, первый чревовещатель, победивший в «В Америке есть таланты» (это произошло во втором сезоне конкурса). Фармер сумела провести 45 минут за кулисами с Фейтором, когда он выступал в Талсе. Он дал ей несколько советов и рекомендаций по приёмам работы с куклой. Фейтор также участвовал в подготовке выступления девочки на конкурсе «В Америке есть таланты» в 2017 году и сам выступил с ней в дуэте.
В 2017 году Дарси Линн участвовала в Международном съезде чревовещателей (англ. Vent Haven International Ventriloquism Convention), где получила в подарок куклу крольчихи Петунии (с ней она выиграет немного позже конкурс «В Америке есть таланты»).
Осенью 2017 года девочка одержала победу в национальном конкурсе «В Америке есть таланты» (она стала третьим ребёнком, победившим на этом шоу). В отборочном туре Дарси Линн разыграла перед жюри сценку с куклой крольчихи по имени Петуния и спела арию Джорджа Гершвина «Summertime» из оперы «Порги и Бесс». Члены жюри были впечатлены выступлением юной артистки и напрямую направили её в финальные туры конкурса. В четвертьфинале она исполнила песню «Who's Lovin' You» Смоки Робинсона (написана в 1960 году) в сценке с трусоватым мышью-джентльменом Оскаром. В полуфинале девочка исполнила сценку с песней Ареты Франклин «(You Make Me Feel Like) A Natural Woman» и куклой пожилой американки Эдны Дорноккер (дословно — «Дверной Молоток»). В финале Фармер выступила сразу с двумя куклами — Оскаром и Петунией, беседа, а затем — и соревнование в мастерстве пения между которыми стали основой сюжета сценки, представленной перед авторитетным жюри. Герои сценки исполнили песню «With a Little Help from My Friends» группы The Beatles из альбома Sgt. Pepper’s Lonely Hearts Club Band, написанной Джоном Ленноном и Полом Маккартни в 1967 году. После награждения Фармер сказала: «Это были самые длинные 30 секунд моей жизни». Часть денежной суммы приза за победу в конкурсе в сумме 1 000 000 долларов (также в награду входит право на участие в престижном шоу в гостинице-казино «Планета Голливуд» в Лас-Вегасе в ноябре 2017 года) она обещала передать своей приходской церкви для осуществления благотворительных программ, также она сообщила, что собирается приобрести матери посудомоечную машину, а себе — мопса (у девочки уже есть собака — такса).
С 2 по 5 ноября 2017 года Дарси Линн Фармер выступала в шоу «Планета Голливуд» в Лас-Вегасе, оно было настолько успешным, что организаторы не ограничились планировавшимися первоначально двумя концертами (по версии «Los Angeles Times» их должно было быть три, а добавлен был четвёртый), а увеличили их количество в два раза сразу после рекордно быстрой продажи билетов на первые два дня. Газета «Las Vegas Sun» назвала её «юной звездой», «невероятно одарённым исполнителем», и отметила, что девочка подтвердила, что «нет пределов для совершенства». Билеты на вечерний спектакль девочки в концертном зале «The Criterion» города Оклахома-Сити на декабрь 2017 года были проданы за рекордные шесть минут. Пресса сообщила, что Дарси Линн Фармер в ноябре 2017 года подписала контракт с известным агентством United Talent Agency, которое будет представлять её интересы.
Дарси Линн Фармер неоднократно выступала на общенациональном телевидении США в таких передачах, как «A Very Pentatonix Christmas» (телекомпания Irwin Entertainment), «Ok! TV» (Unconventional Partners), «Ключи от Голливуда» (NBC, эпизод 22.47), «Эллен: Шоу Эллен ДеДженерес» (Time Telepictures Television), «Extra» (Time Telepictures Television, эпизод 24.16), «Развлечения сегодня вечером» (CBS, эпизод 37.10).
Терри Фейтор заявил о Фармер, что «она в 12 лет — одна из самых удивительных, в техническом отношении совершенных чревовещателей, которых я когда-либо видел, и она ещё будет совершенствоваться», а позже назвал в интервью «Billboard» её «одним из самых талантливых людей на планете». Профессиональный чревовещатель Сэмми Кинг сказал в интервью «The Fountain Hills Times», что девочка — «чрезвычайно талантливая, выдающаяся певица, имеет к этому ещё и отличное чувство юмора».
В 2019 году Дарси Линн участвовала в шоу «В Америке есть таланты: Чемпионы» (спин-оффе основного шоу с соревнованием между его финалистами и победителями прошлых сезонов). Хотя она вошла в тройку лучших, Дарси Линн не набрала достаточного количества голосов, чтобы пройти в следующий тур, но получила шанс участвовать в финале благодаря уайлд-кард. В финале она взяла реванш, исполнив с куклой Петунией арию «O mio babbino caro» из оперы «Джанни Скикки». Дарси Линн в итоге заняла второе место, уступив канадскому фокуснику китайского происхождения Шин Лиму.

## Сценические образы
Среди основных сценических образов Дарси Линн:
- Петуния — крольчиха, мечтающая о карьере певицы.
- Оскар — трусоватый заикающийся мышонок, испытывающий нежные чувства к певице Мел Би.
- Эдна Дорноккер — пожилая американка, влюблённая в телеведущего Саймона Коуэлла.
- Кэти — девочка «без комплексов», которая специализируется на исполнении йодля.
- Найджел — очень умная птица из Великобритании.
- Скарлетт — лиса, певица-дебютантка.
- Оки — жёлтая утка, которая считает себя воплощением Элвиса Пресли[31].

## Семья и личная жизнь
На момент участия в шоу «В Америке есть таланты» Дарси Линн училась в средней школе (Deer Creek Public Schools) в Эдмонте (Оклахома). Родители Дарси Линн — Кларк и Мисти Фармер. Их отличает глубокая религиозность, успехи дочери они объясняют Божьей волей. У Дарси Линн трое братьев: Ник (20 лет, старший из братьев, студент университета штата Оклахома), Далтон (17 лет, учился в средней школе) и Нейт (9 лет). Братья были первыми, кто выбежал на сцену и поздравил её с победой на конкурсе.
Дарси Линн планирует стать профессиональным чревовещателем, выступать в телешоу, сниматься в кино, играть в спектаклях на Бродвее. Она утверждает: «Бог действует через меня, чтобы помочь людям быть счастливыми».

## Награды и номинации
| Год  | Награда                           | Категория | Результат |
| ---- | --------------------------------- | --------- | --------- |
| 2014 | В Эдмонте есть таланты            |           | Победа    |
| 2016 | Little Big Shots (США)            |           | Номинация |
| 2017 | Little Big Shots (Великобритания) |           | Номинация |
| 2017 | В Америке есть таланты            |           | Победа    |
| 2019 | В Америке есть таланты: Чемпионы  |           | Номинация |